# Rita Reiners
Rita Reiners (geboren als Henriette-Dorothea Reiners; * 1. April 1911 in Münster; † 4. April 1988 in Krefeld) war eine deutsche Schriftstellerin, die neben einiger Prosa hauptsächlich als Lyrikerin in Erscheinung trat.

## Leben und Werk
Rita Reiners. Tochter der Sängerin Milli Albrecht, verheiratete Reiners, und von Karl Reiners, wurde 1911 im westfälischen Münster geboren. Nach dem Besuch eines Realgymnasiums in Krefeld bis zur Unterprima absolvierte sie zwischen 1932 und 1937 eine Gesangsausbildung bei Irén Kármán in Berlin und wurde zur Sängerin an der Oper ausgebildet. Ihr Gesangsstudium schloss sie mit der Opernreifeprüfung ab. Bereits zwei Jahre später war sie aus Krankheitsgründen (zunehmende Schwerhörigkeit) gezwungen, ihre Bühnentätigkeit aufzugeben. Zur Lebensbewältigung wandte sie sich der Literatur zu, veröffentlichte 1942 ihren ersten eigenen Gedichtband unter dem Titel Unterwegs: lyrische Streiflichter und publizierte im Anschluss daran in regelmäßigen Abständen bis ins Jahr 1985 zahlreiche weitere Gedichtbände (darunter auch verschiedene Bände mit Sonetten), darüber hinaus 1954 den Prosaband Das Mädchen von Zöldvar und andere ungarische Erzählungen und 1962 auch einen Roman unter dem Titel Der Tempel von Epidauros. Im Jahr 1980 erschien ihre Biographie unter dem Titel: Venus im Schatten Saturns.
Sie war Mitglied der „Kogge“ und erhielt 1976 für den Gedichtband Gipfelblick die Ehrenplakette der Stadt Krefeld.
Reiners war katholisch und ledig. Sie lebte zwischenzeitlich von 1939 bis 1944 in Budapest, seit dem Jahr 1952 schließlich in Krefeld, wo die Kunst-, Pferde- und Katzenliebhaberin im April 1988 kurz nach ihrem 77. Geburtstag auch starb. Reiners schrieb auch unter dem Pseudonym Marion Mönnichfeld.

## Werke (Auswahl)
- Unterwegs: lyrische Streiflichter. 1942, (Gedichte)
- Seelenspiegel. 1943, (Gedichte)
- Gefesseltes Herz. 1943, (Sonette)
- Unerreichtes Paradies. 1944, (Sonette)
- Gedichte. 1946, (Gedichte)
- Glückhafte Schau. 1946, (Gedichte)
- Klein Susi's Tag. 1947, (Gedichte mit Bildern von Hans Hasshoff)
- Die leisen Stimmen. 1947, (Gedichte)
- Der schmale Pfad. (Sonette), 1948
- Discordia concors. 1949, (Gedichte mit Zeichnungen von Hans Mausbach)
- Fülle des Lebens. 1952, (Gedichte)
- Das Mädchen von Zöldvar und andere ungarische Erzählungen. 1954, (Erzählungen)
- Der Jubel wird nicht schweigen. 1955, (Gedichte)
- Irdisches Paradies. 1956, (Tiergeschichten)
- Hirngespinste: Satirische Verse. 1958, (Gedichte); 2., erweiterte Auflage 1968
- Einsame Fährte. 1958, (Gedichte)
- Peter und Purzel: Die Geschichte einer Kindheit. 1958, (Katzengeschichten)
- Traumwirklichkeit. 1960, (Gedichte)
- als Hrsg.: Leuchtspur der Träume. 1961, (Gedichte, Anthologie)
- unter Pseudonym: Der Tempel von Epidauros. 1962, (Roman)
- Schnittpunkte. 1963, (Gedichte)
- unter Pseudonym: Der Dornbusch. 1966, (Gedichte)
- unter Pseudonym: Schwarze Spiegel. 1969, (Gedichte)
- unter Pseudonym: Die Achillesferse: Heiter satirische Gedichte. 1970, (Gedichte)
- unter Pseudonym: Das Wespennest: Neue heiter satirische Verse. 1971, (Gedichte), 1975 auch niederländisch
- unter Pseudonym: Stegreifkomödie: Neue Gedichte. 1973, (Gedichte)
- unter Pseudonym: Archaische Vision: Zwiegespräch in Wort und Form. 1975 (Bildband von Rita Reiners und Karlheinz Urban)
- Gipfelblick. 1977, (Gedichte)
- Dunkler Mohn. 1978, (Gedichte)
- Venus im Schatten Saturns: Eine Biographie. 1980, (Biographie – Lebenserinnerungen)
- Reise ins Ungewisse. 1981, (Gedichte)
- Frauen: fin de siec̀le – heute. 1984, (Gedichte)
- Vierhändig. 1985 (Gedichte)